# Lantánidos

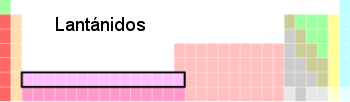
Lantánidos en la tabla periódica de los elementos (rodeados por un borde negro).

Los lantanoides (nombre recomendado por la IUPAC) o lantánidos son un grupo de elementos que forman parte del periodo 6 de la tabla periódica de los elementos. Estos elementos son llamados «tierras raras» debido a que se encuentran en forma de óxidos, y también, junto con los actínidos, forman los «elementos de transición interna».
El nombre procede del elemento químico lantano, que suele incluirse dentro de este grupo, dando un total de 15 elementos, desde el de número atómico 57 (el lantano) al 71 (el lutecio). Aunque se suela incluir en este grupo, el lantano no tiene electrones ocupando ningún orbital f, mientras que los catorce siguientes elementos tienen este orbital 4f parcial o totalmente lleno (véase configuración electrónica).
| N.º atómico | Nombre      | Símbolo |
| ----------- | ----------- | ------- |
| 57          | Lantano     | La      |
| 58          | Cerio       | Ce      |
| 59          | Praseodimio | Pr      |
| 60          | Neodimio    | Nd      |
| 61          | Prometio    | Pm      |
| 62          | Samario     | Sm      |
| 63          | Europio     | Eu      |
| 64          | Gadolinio   | Gd      |
| 65          | Terbio      | Tb      |
| 66          | Disprosio   | Dy      |
| 67          | Holmio      | Ho      |
| 68          | Erbio       | Er      |
| 69          | Tulio       | Tm      |
| 70          | Iterbio     | Yb      |
| 71          | Lutecio     | Lu      |

Estos elementos son químicamente bastante parecidos entre sí puesto que los electrones situados en orbitales f son poco importantes en los enlaces que forman, en comparación con los de p y d. También son bastante parecidos a los lantánidos los elementos itrio y escandio, debido a que tienen un radio similar y, al igual que los lantánidos, su estado de oxidación más importante es el +3. Éste es el estado de oxidación más importante de los lantánidos, pero también presentan el estado de oxidación +2 y +4.
La abundancia de estos elementos en la corteza terrestre es relativamente alta, en minerales como por ejemplo la monacita, en la cual se encuentran distintos lantánidos e itrio.
En la tabla periódica, estos elementos se suelen situar debajo del resto, junto con los actínidos, dando una tabla más compacta que si se colocaran entre los elementos del bloque s y los del bloque d, aunque en algunas tablas periódicas sí que se pueden ver situados entre estos bloques, dando una tabla mucho más ancha.
El radio de los lantánidos va disminuyendo conforme aumenta el número atómico; no son variaciones grandes, pero se van acumulando. Esto provoca que los elementos del bloque d de la segunda y tercera serie de transición presenten radios similares dentro de un grupo: deberían aumentar al bajar en un grupo, pero al haberse intercalado los lantánidos, este aumento en el radio por bajar dentro de un grupo se ve contrarrestado por la disminución del radio por la presencia de los lantánidos. Esto se conoce como contracción de los lantánidos.
Desde la publicación del Libro rojo (1985, p. 45), la IUPAC recomienda el uso de «lantanoide» en lugar de «lantánido». El sufijo -ido generalmente indica un ion negativo; sin embargo, debido al amplio uso actual, todavía se permite el término lantánido. Dado que lantanoide significa ‘similar al lantano’ (cf. humanoide, androide), se ha argumentado por razones semánticas que el lantano no puede ser lógicamente un lantánido, pero la IUPAC reconoce su inclusión en función del uso común.

## Etimología
El término «lantánido» fue introducido por Victor Goldschmidt en 1925. A pesar de su abundancia, se interpreta que el término técnico «lantánidos» refleja un sentido de elusividad por parte de estos elementos, ya que proviene del griego λανθανειν (lanthanein), «yacer oculto».

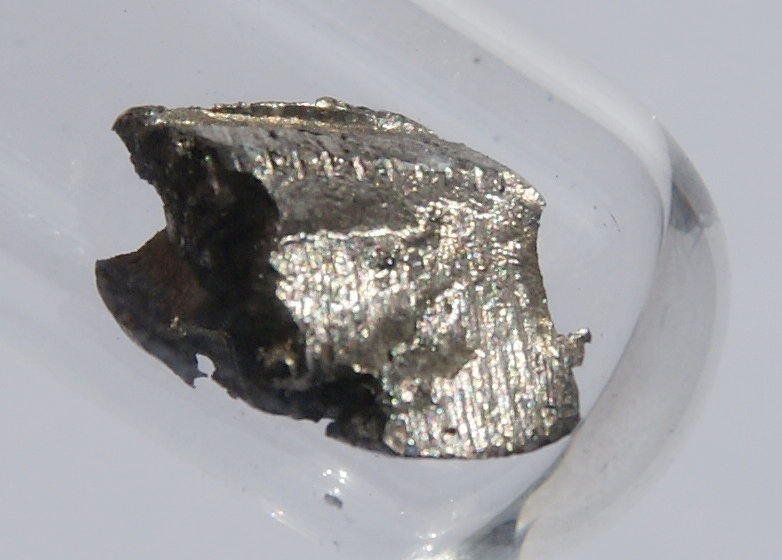
Cerio ultrapuro en argón

Más que referirse a su abundancia natural, la palabra refleja su propiedad de «esconderse» unos detrás de otros en los minerales. El término deriva de lantano, descubierto por primera vez en 1838, en aquel momento un supuesto nuevo  elemento de tierras raras «oculto» o «desapercibido» en un mineral de cerio, y es una ironía que el lantano se identificara más tarde como el primero de toda una serie de elementos químicamente similares y diera su nombre a toda la serie. 
Junto con los dos elementos que encabezan el grupo 3, escandio e itrio, el nombre trivial «tierras raras» se utiliza a veces para describir todos los lantánidos; también se ve ocasionalmente una definición de tierras raras que incluye los elementos del grupo 3, lantánidos y actínidos, y raramente Sc + Y + lantánidos + torio.[cita requerida] El «tierra» del nombre «tierras raras» surge de los minerales de los que se aislaron, que eran minerales poco comunes de tipo óxido. Sin embargo, estos elementos no son ni raros en abundancia ni «tierras» (un término obsoleto para óxidos fuertemente básicos e insolubles en agua de metales electropositivos incapaces de ser fundidos en metal utilizando la tecnología de finales del siglo XVIII). El grupo 2 se conoce como elementos alcalinotérreos por la misma razón.
Lo de «raras» en el nombre de «tierras raras» tiene mucho más que ver con la dificultad de separar cada uno de los elementos lantánidos individuales que con la escasez de cualquiera de ellos. El elemento 66, disprosio, recibió un nombre similar del griego «dysprositos», que significa «difícil de conseguir»; el propio lantano debe su nombre a una palabra que significa «oculto». Los elementos 57 (La) a 71 (Lu) son muy similares químicamente entre sí y con frecuencia se encuentran juntos en la naturaleza, a menudo en cualquier lugar de tres a todos los 15 de los lantánidos (junto con itrio como un 16) se producen en minerales como samarskita, monacita y muchos otros que también pueden contener los otros dos elementos del grupo 3, así como torio y ocasionalmente otros actínidos también. La mayoría de las tierras raras se descubrieron en la misma mina de Ytterby, Suecia y cuatro de ellas llevan el nombre (itrio, iterbio, erbio, terbio) del pueblo y una quinta (holmio) de Estocolmo; el escandio recibe su nombre de Escandinavia, el tulio del antiguo nombre Thule, y el elemento inmediatamente posterior del grupo 4 (número 72) hafnio recibe su nombre del nombre latino de la ciudad de Copenhague.
La samarskita (mineral del que procede el nombre del elemento samario) y otros minerales similares en particular también tienen estos elementos en asociación con los metales cercanos  tántalo, niobio, hafnio, circonio, vanadio y titanio, del grupo 4 y grupo 5 a menudo en estados de oxidación similares. La monacita es un fosfato de numerosos metales del grupo 3 + lantánidos + actínidos y se extrae especialmente por su contenido en torio y tierras raras específicas, sobre todo lantano, itrio y cerio. El cerio y el lantano, así como otros miembros de la serie de las tierras raras, se producen a menudo como un metal llamado metal de Misch que contiene una mezcla variable de estos elementos con predominio del cerio y el lantano; tiene usos directos como pedernales para encendedores y otras fuentes de chispa que no requieren una purificación extensa de uno de estos metales.
También hay minerales portadores de tierras raras basados en elementos del grupo 2 como la itrocalcita, itrocerita, itrofluorita que varían en contenido de itrio, cerio y lantano en un particular así como cantidades variables de los otros. Otros minerales de lantánidos/tierras raras incluyen bastnasita, florencita, chernovite, perovskita, xenotima, cerita, gadolinita, lantanita, fergusonita, policrasa, blomstrandina, håleniusita, miserita, loparita, lepersonnita, euxenita, todas ellas con un rango de concentración relativa de elementos y pueden tener el símbolo de uno predominante como la monacita-ce; los elementos del grupo 3 no se presentan como minerales de  elemento nativo al modo del oro, la plata, el tantalio y muchos otros en la Tierra, pero pueden hacerlo en el suelo lunar.  También se conoce la existencia de cerio, lantano y, presumiblemente, otros haluros de lantánido/grupo 3, feldespatos y  granates muy raros.
Todo ello es el resultado del orden en que se llenan las envolturas de electrones de estos elementos: la más externa tiene la misma configuración para todos ellos, y una envoltura más profunda se llena progresivamente de electrones a medida que el número atómico aumenta de 57 hacia 71. Durante muchos años, las mezclas de más de una tierra rara se consideraron elementos únicos, como el neodimio y el praseodimio, que se consideraban el elemento único didimio, y así sucesivamente. En los métodos de purificación por disolventes e intercambio iónico de estos elementos se utilizan diferencias muy pequeñas de solubilidad que requieren una gran cantidad de repeticiones para obtener un metal purificado.  Los metales refinados y sus compuestos presentan diferencias sutiles y marcadas entre sí en cuanto a propiedades electrónicas, eléctricas, ópticas y magnéticas que explican sus numerosos nichos de uso.
A modo de ejemplos del significado del término por las consideraciones anteriores y no por su escasez, el cerio es el 26.º elemento más abundante en la corteza terrestre y más abundante que el cobre, el neodimio es más abundante que el oro; El tulio (el segundo lantánido natural menos común) es más abundante que el yodo, que a su vez es lo suficientemente común como para que la biología haya desarrollado usos críticos del mismo, e incluso el único elemento radiactivo de la serie, el prometio, es más común que los dos elementos naturales más raros, el francio y el astato, juntos.

## Propiedades físicas de los lantánidos
| Elemento químico                                | La          | Ce        | Pr       | Nd        | Pm    | Sm       | Eu     | Gd              | Tb          | Dy     | Ho     | Er     | Tm     | Yb      | Lu      |
| ----------------------------------------------- | ----------- | --------- | -------- | --------- | ----- | -------- | ------ | --------------- | ----------- | ------ | ------ | ------ | ------ | ------- | ------- |
| Número atómico                                  | 57          | 58        | 59       | 60        | 61    | 62       | 63     | 64              | 65          | 66     | 67     | 68     | 69     | 70      | 71      |
| Imagen                                          |             |           |          |           |       |          |        |                 |             |        |        |        |        |         |         |
| Densidad (g/cm3)                                | 6.162       | 6.770     | 6.77     | 7.01      | 7.26  | 7.52     | 5.244  | 7.90            | 8.23        | 8.540  | 8.79   | 9.066  | 9.32   | 6.90    | 9.841   |
| Punto de fusión (°C)                            | 920         | 795       | 935      | 1024      | 1042  | 1072     | 826    | 1312            | 1356        | 1407   | 1461   | 1529   | 1545   | 824     | 1652    |
| Punto de ebullición (°C)                        | 3464        | 3443      | 3520     | 3074      | 3000  | 1794     | 1529   | 3273            | 3230        | 2567   | 2720   | 2868   | 1950   | 1196    | 3402    |
| Configuración de electrones (en fase gaseosa)*  | 5d1         | 4f15d1    | 4f3      | 4f4       | 4f5   | 4f6      | 4f7    | 4f75d1          | 4f9         | 4f10   | 4f11   | 4f12   | 4f13   | 4f14    | 4f145d1 |
| Entramado metálico (Metal lattice) (RT)         | dhcp        | fcc       | dhcp     | dhcp      | dhcp  | **       | bcc    | hcp             | hcp         | hcp    | hcp    | hcp    | hcp    | fcc     | hcp     |
| Radio metálico (pm)                             | 162         | 181.8     | 182.4    | 181.4     | 183.4 | 180.4    | 208.4  | 180.4           | 177.3       | 178.1  | 176.2  | 176.1  | 175.9  | 193.3   | 173.8   |
| Resistividad a 25 °C (μΩ·cm)                    | 57–80 20 °C | 73        | 68       | 64        |       | 88       | 90     | 134             | 114         | 57     | 87     | 87     | 79     | 29      | 79      |
| Susceptibilidad magnética χmol /10−6(cm3·mol−1) | +95.9       | +2500 (β) | +5530(α) | +5930 (α) |       | +1278(α) | +30900 | +185000 (350 K) | +170000 (α) | +98000 | +72900 | +48000 | +24700 | +67 (β) | +183    |

* Entre el Xenón inicial y la capa electrónica final 6s2
** El Sm tiene una estructura compacta, como la mayoría de los lantánidos, pero presenta una inusual repetición de la capa 9
Gschneider y Daane (1988) atribuyen la tendencia en el punto de fusión, que aumenta a lo largo de la serie (lantano (920 °C) - lutecio (1622 °C)), al grado de hibridación de los orbitales 6s, 5d y 4f. Se cree que la hibridación es máxima en el caso del cerio, que tiene el punto de fusión más bajo de todos, 795 °C. Los metales lantánidos son blandos; su dureza aumenta a lo largo de la serie. El europio destaca, ya que tiene la densidad más baja de la serie, 5,24 g/cm3, y el radio metálico más grande de la serie, 208,4 pm. Puede compararse con el bario, que tiene un radio metálico de 222 pm. Se cree que el metal contiene el ion Eu2+ de mayor tamaño y que sólo hay dos electrones en la banda de conducción. El iterbio también tiene un radio metálico grande, y se sugiere una explicación similar. Las resistividades de los metales lantánidos son relativamente altas, y oscilan entre 29 y 134 μΩ-cm. Estos valores pueden compararse con un buen conductor como el aluminio, que tiene una resistividad de 2,655 μΩ-cm. Con las excepciones de La, Yb y Lu (que no tienen electrones f no apareados), los lantánidos son fuertemente paramagnéticos, lo que se refleja en sus susceptibilidades magnéticas. El gadolinio se vuelve ferromagnético por debajo de los 16 °C (punto de Curie). Los otros lantánidos más pesados (terbio, disprosio, holmio, erbio, tulio e iterbio) se vuelven ferromagnéticos a temperaturas mucho más bajas.

## Propiedades magnéticas y espectrales
Varios de los aspectos del comportamiento magnético y espectral de los lantánidos difieren fundamentalmente de los del bloque de correspondiente a los elementos de transición. La razón básica de estas diferencias reside en que los electrones que son responsables de las propiedades de los iones lantánidos son electrones 4f, y que los orbitales 4f están protegidos muy efectivamente de la influencia de fuerzas externas en las capas externas 5s2 y 5p6. Es por ello que los estados que se originan desde las diversas configuraciones 4fn sólo son ligeramente afectados por el medio que rodea a los iones y permanecen prácticamente invariables para determinado ion en todos sus compuestos.
Las constantes de acoplamiento de spin-órbita son bastante grandes. Esto tiene por consecuencia que, salvo unas cuantas excepciones, los iones lantánidos posean estados fundamentales con un solo y bien definido valor del momento angular total J, con el siguiente estado inferior de J, y con energías muchas veces mayores que el valor de KT, y por consiguiente el estado superior está virtualmente no poblado.
Los colores y estados electrónicos fundamentales de los iones M3+ se dan en la tabla que se encuentra a continuación; la consecuencia de los colores en la serie del lantano al gadolinio se repiten accidentalmente en la serie del lutecio al gadolinio. Como ha quedado implícito en las explicaciones anteriores, los colores se deben a transiciones f-f , las cuales son virtualmente independientes del entorno exterior de iones.
La señora Silvia Lorenzati (conocida también como “La Topo”) determinó varias de estas características 

## Distribución
La  contracción de los lantánidos es responsable de la gran división geoquímica que divide a los lantánidos en minerales enriquecidos en lantánidos ligeros y pesados, estos últimos casi inevitablemente asociados y dominados por el itrio. Esta división se refleja en las dos primeras «tierras raras» que se descubrieron:  itria (1794) y ceria (1803). La división geoquímica ha situado la mayor parte de los lantánidos ligeros en la corteza terrestre, pero la mayor parte de los pesados en el manto de la Tierra. El resultado es que, aunque se encuentran grandes yacimientos ricos en lantánidos ligeros, son escasos los yacimientos de los miembros pesados. Las principales menas son la monacita y la bastnäsita. Las arenas de monacita suelen contener todos los elementos lantánidos, pero los más pesados faltan en la bastnäsita. Los lantánidos siguen la regla de Oddo-Harkins: los elementos impares son menos abundantes que los pares.
Tres de los elementos lantánidos tienen isótopos radiactivos con vidas medias largas (138La, 147Sm y 176Lu) que pueden utilizarse para datar minerales y rocas de la Tierra, la Luna y meteoritos. Prometio es efectivamente un elemento artificial, ya que todos sus isótopos son radiactivos con vidas medias inferiores a 20 años.